# 1054
1054. је била проста година.

## Догађаји
- Битка код Манцикерта
- 4. јул — Кинески астрономи су забележили изненадну појаву „звезде придошлице“, што је у ствари била супернова која је створила маглину Рак.
- 16. јул — Кардинал Хумберт од Силва Кандиде, изасланик папе Лава IX, и цариградски патријарх Михајло су екскомуницирали један другог, што се узима за крајњи чин Великог раскола.
- 27. јул — Сивард, гроф од Нортамбрије, напада Шкотску како би подржао Малколма III против Магбета, који је узурпирао шкотски престо од Малколмовог оца, Данкана I. Магбет је поражен код Дансинана.

## Рођења
- Беренгер Рамон II, гроф Барселоне, тј. кнез Каталоније

## Смрти

### Фебруар
- 20. фебруар — Јарослав Мудри, велики кнез Кијевске Русије

### Април
- 19. април — Лав IX, римски папа

### Cептембар
- 24. септембар — Херман од Рајхенауа, немачки средњовековни свештеник и историчар